# Tout homme est une nuit
Tout homme est une nuit est un roman de l'écrivaine Lydie Salvayre paru en 2017 aux éditions du Seuil.

## Intrigue
Un homme jeune, français, d'environ 35 ans, traumatisé par le diagnostic de cancer, astreint à suivre un traitement à vie, abandonne son métier d'enseignant de français, son épouse, sa maison, sa région. Il s'installe, à 500 kilomètres de là, dans un petit village, à proximité de Barogne, où l'Institut Saint-Christophe lui dispense une fois par semaine un traitement adapté.
Il essaie de rester le plus discret possible : il devient aussitôt le plus suspect possible. Il est observé, épié, suivi. Son étrangeté inquiète. L'essentiel des racontars vient des brèves de comptoir. Mais presque tout le village se ligue contre le nouveau, femmes, enfants...
Le récit alterne les pages très écrites du journal de l'étranger et les plages de paroles libérées du Café des sports.
La tension s'installe. Le renouveau souhaité se transforme en piège...

## Personnages
- Anas est le descendant d'une famille d'Espagnols immigrés de 1939, passés par le Camp de concentration d'Argelès-sur-Mer, naturalisés par la suite. Il a grandi dans les cités de la banlieue parisienne, comme tant d'autres. Il se sent totalement français, et enseigne le français. Son ménage avec Lucile est décevant, instable, catastrophique. Le diagnostic de cancer l'autorise à tenter une nouvelle vie loin de ses habitudes.
- André Simon lui loue une chambre. « Sa revêche épouse » (p. 37), Denise, et son fils, Damien, adonné à sa tablette, sont ses seuls contacts de proximité.
- Marcelin Laplace, patron du Café des sports, mari de Filomena (d'origine andalouse), père d'Augustin, anime sa clientèle alcoolisée, principalement Dédé (André Simon), Émile, Gérard, et accessoirement Jacques. On y célèbre Marine et Trump. On y tempête contre les étrangers, les intellectuels, les élites, les gens des villes, etc.
- Jacques Joliot (p. 152), « de l'Éducation nationale », professeur de français, hésite entre le soutien à ce groupe et ses grandes idées. Il connaît Augustin depuis longtemps et explique la situation à Anas.
- Étiennette, qui tient l'épicerie du village, est la seule personne extérieure à communiquer (à peine) au quotidien avec ce nouveau client.
- Mîna, serveuse au Colibri, métisse franco-tamoule, fait chaque semaine, en bus, le voyage à Barogne, en compagnie du nouveau. Leur relation d'abord platonique exacerbe les tensions.
- Augustin Laplace, fils de Marcelin, résiste autant qu'il peut à son père, et à ses idées. Il lit des livres, et cela suffit à en faire un être différent.
- Le maire du village met à la disposition d'Anas un vélo, puis lui accorde à sa demande un entretien (pp. 205-216). Il reconnaît qu'il est difficile de s'opposer à Marcelin.

## Action
Une micro-société, un village, presque une île, laissée à elle-même, abandonnée, paupérisée, infériorisée, se (re)constitue en s'opposant à un nouvel arrivant, l'Autre : le racisme au quotidien, dans sa banalité, bête et méchante. Mais aussi la misère banale, effrayante, dans les territoires d'en France, chez nous.

## Réception critique
Jérôme Garcin décrit ainsi le roman : « Dans ce roman à deux voix, Lydie Salvayre fait se croiser, se frotter, se cogner, jusqu'à un épilogue cynégétique, le journal d'Anas, lecteur du cardinal de Retz et de Bouvard et Pécuchet devant l’Éternel, et le chœur dissonant du Café des Sports. Le miel et le fiel. [...] Preuve du talent féroce de cette femme indignée, qui ne s'accommode pas de la hideur du monde. Pas pleurer, mais toujours vigiler. »